# Tècniques d'alliberament emocional
Les tècniques d'alliberació emocional (EFT, Emotional Freedom Techniques) conegudes com a tapping és una teràpia basada en l'acupuntura xinesa però sense agulles. Serveix per eliminar, amb sorprenent rapidesa, problemes emocionals i físics.
Es considera que les emocions negatives són causades per desequilibris energètics del cos. El que es fa per tornar-lo a equilibrar és donar uns tocs suaus amb els dits en els punts d'acupuntura mentre el pacient està centrat en el problema que vol tractar. Això neutralitza l'emoció negativa i s'activen els mecanismes d'autocuració del cos.

## Per què serveix
1. Pors, fòbies, traumes, obsessions.
2. Estrès, angoixa, ansietat.
3. Sentiments de culpa, gelosia, ràbia, ressentiment, tristesa, processos de dol.
4. Addiccions.
5. Creences limitants.
6. Fatiga crònica, insomni.
7. Nàusees, al·lèrgies, vertígens.
8. Dolors aguts i crònics (mal de cap, migranyes, contractures, artosi, mal d'esquena...)

### Explicació de la tècnica
Consisteix en l'aplicació d'uns copets suaus amb la punta dels dits sobre uns punts del cos que corresponen als meridians energètics. Cal que la persona que es tracta estigui concentrada en el seu problema i el vagi repetint a cada punt, verbal o mentalment.

## Passos del tapping
Primer pas: definir el problema. Per exemple: “em fa mal el cap”, no es pot dir “vull que no em faci mal el cap”. S'ha de ser el màxim d'específic i concret possible (punxada, pressió, nus, angoixa...). Si és difícil definir-ho, es pot dir: “aquesta sensació”. I valorar el dolor i la intensitat del problema de l'u al deu.
Segon pas: colpejar tots els punts repetint el problema verbalment en cada punt. Es pot anar canviant la frase segons es cregui convenient i es pot anar adaptant segons els canvis que vagin apareixent. Per exemple: “tinc mal de cap, aquest mal de cap que tinc, aquesta punxada a l'esquerra del cap, aquesta opressió...” ; “encara tinc mal de cap” ; “aquesta mica de mal de cap que em queda”.
Tercer pas: al final de la ronda caldrà tornar a avaluar de l'u al deu el problema per veure si s'està avançant. De vegades amb unes quantes rondes se soluciona el problema, però d'altres vegades són necessàries diverses sessions.

## Punts
1. Cap.
2. Costat de l'ull.
3. Sota l'ull.
4. Sota el nas.
5. Clavícula.
6. Sota l'aixella.
7. Primer dit.
8. Segon dit.
9. Tercer dit.
10. Cinquè dit (pel quart dit no passa cap meridià).
11. Punt kàrate (el lateral de la mà).